# Marzec 2013

## 3 marca
- Zakończyły się, rozgrywane we włoskim Val di Fiemme, mistrzostwa świata w narciarstwie klasycznym. (SportoweFakty.pl)
- Zakończyły się, rozgrywane w Göteborgu, 32. halowe mistrzostwa Europy w lekkoatletyce. (pzla.pl)

## 4 marca
- Wybory prezydenckie w Kenii wygrał Uhuru Kenyatta. (rp.pl)

## 5 marca
- Zmarł Leon Łukaszewicz, pionier polskiej informatyki i twórca Analizatora Równań Różniczkowych.
- W wieku 58 lat zmarł Hugo Chávez, prezydent Wenezueli. (Wikinews)
- Maciej Berbeka, Adam Bielecki, Tomasz Kowalski i Artur Małek dokonali pierwszego zimowego wejścia na ośmiotysięcznik Broad Peak.

## 8 marca
- Miloš Zeman objął urząd prezydenta Czech. (www.hrad.cz)

## 11 marca
- W wieku 88 lat zmarł generał Florian Siwicki, były członek WRON i minister Obrony Narodowej.

## 12 marca
- Na Grenlandii odbyły się wybory parlamentarne. (BBC News)

## 13 marca
- Arcybiskup Buenos Aires, kardynał Jorge Mario Bergoglio został ogłoszony 266. papieżem kościoła katolickiego, przybierając imię Franciszek.

## 14 marca
- Xi Jinping został wybrany przewodniczącym ChRL (polish.cri.cn)

## 16 marca
- Niemiec Eric Frenzel triumfował w pucharze świata w kombinacji norweskiej w sezonie 2012/2013. (FIS)

## 17 marca
- Słowenka Tina Maze i Austriak Marcel Hirscher triumfowali w pucharze świata w narciarstwie alpejskim w sezonie 2012/2013. (FIS, FIS)
- Norweżka Tora Berger i Francuz Martin Fourcade triumfowali w pucharze świata w biathlonie w sezonie 2012/2013. (IBU, IBU)
- Japonka Sara Takanashi triumfowała w pucharze świata kobiet w skokach narciarskich w sezonie 2012/2013. (FIS)
- Zakończyły się Mistrzostwa Świata w Łyżwiarstwie Figurowym 2013. ISU

## 19 marca
- Papież Franciszek zainaugurował swój pontyfikat.

## 20 marca
- W wieku 74 lat zmarł prezydent Bangladeszu Zillur Rahman (BBC News)
- Alenka Bratušek została premierem Słowenii (Le Parisien)

## 21 marca
- W wieku 60 lat zmarł Pietro Mennea – włoski lekkoatleta, sprinter, mistrz olimpijski w biegu na 200 metrów (1980), wieloletni rekordzista świata na tym dystansie. (SportoweFakty.pl)

## 23 marca
- W wieku 67 lat zmarł na emigracji w Londynie Borys Abramowicz Bieriezowski, rosyjski polityk i współpracownik Borysa Jelcyna, doktor nauk matematyczno-fizycznych. Śmierć nastąpiła przez powieszenie. (Onet.pl, TVN24, Archive.is)

## 24 marca
- W wyniku rebelii w Republice Środkowoafrykańskiej prezydent François Bozizé opuścił kraj (TVN24)
- Polka Justyna Kowalczyk oraz reprezentant Norwegii Petter Northug wygrali klasyfikacje generalne pucharu świata w biegach narciarskich w sezonie 2012/2013. (FIS, FIS)
- W sezonie 2012/2013 Austriak Gregor Schlierenzauer po raz drugi w karierze zwyciężył w klasyfikacji generalnej pucharu świata w skokach narciarskich. (FIS)

## 26 marca
- Zmarł Krzysztof Kozłowski – polski filozof, dziennikarz i polityk. (wyborcza.pl)